# Universidade de Łódź
A Universidade de Łódź (em polaco: Uniwersytet Łódzki) é uma universidade pública localizada na cidade de Łódź, em Polónia. É mundialmente conhecida por sua biblioteca, a maior de Europa Central.

## Alunos notáveis
- Ver Alunos da Universidade de Łódź